# Льєзький сироп

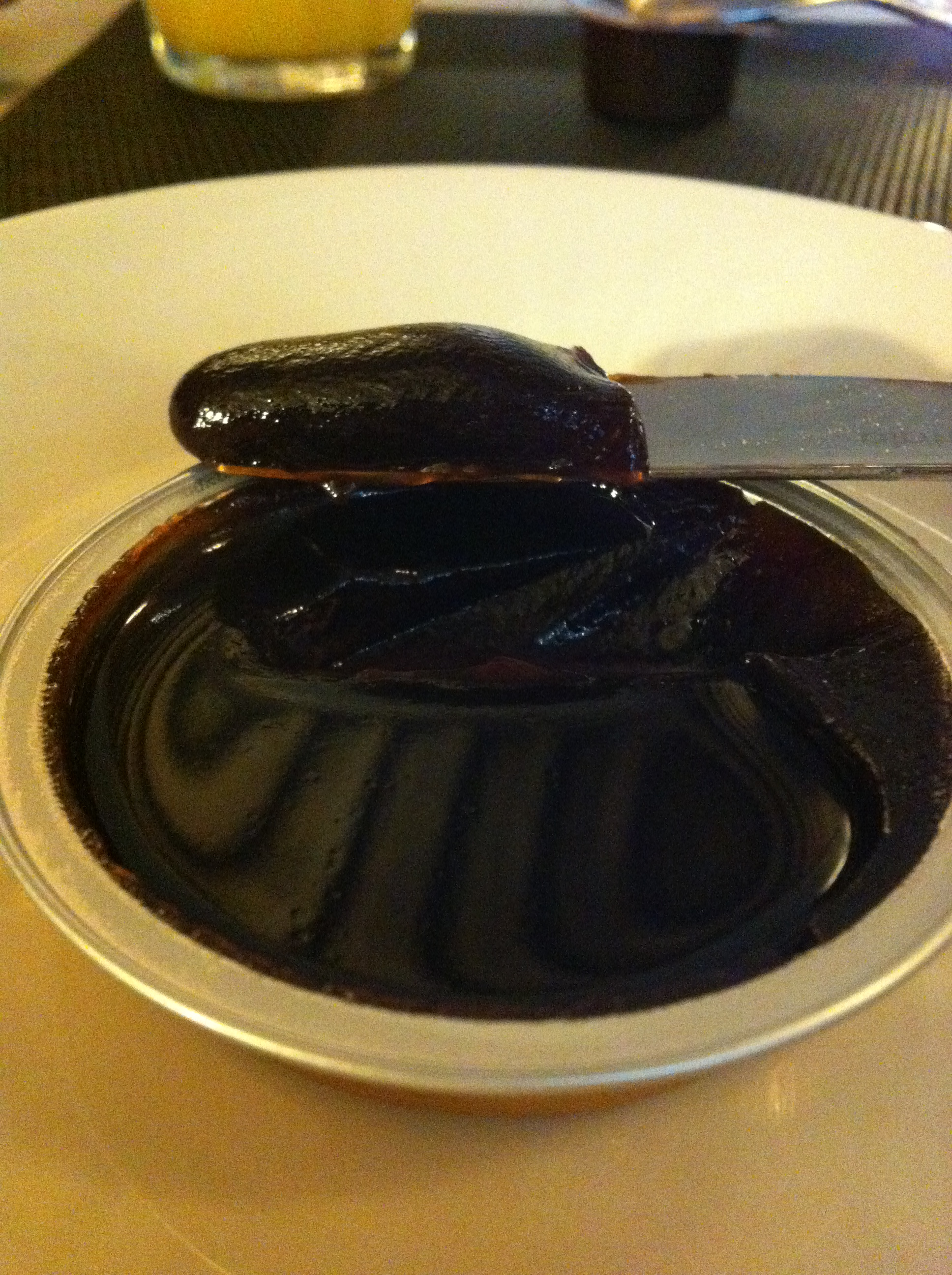

Льє́зький сиро́п (фр. sirop de Liège) — густий сироп, що отримують тривалим варінням яблук та груш (рідше фініків) без додавання цукру. Традиційна страва бельгійської кухні.

## Історія
Традиція сироповаріння зародилася в околицях плато Ерв близько XVII століття . Виготовлення сиропу дозволяло селянам запасати фрукти про запас, на зиму або на випадок неврожаю. Дотепер справжній льєзький сироп виробляють саме в цій місцевості (на північному сході провінції Льєж).

## Виготовлення
Льєзький сироп виготовляють вручну або фабричним способом.
При виготовленні сиропу вручну неочищені фрукти варять на повільному вогні протягом 10–12 годин. Отриману масу перекладають шарами джутової тканини і поміщають під гніт. Сік проціджують крізь тканину; залишки м'якоті згодовують худобі. Отриманий сік виварюється при високій температурі (близько 120°), поступово змінюючи колір і консистенцію. Готовий сироп охолоджують до 50°C і розливають по банках. Наступного дня банки з остиглим сиропом закривають кришкою. При такому способі виробництва для отримання кілограму сиропу потрібно 8 кілограмів фруктів. Він може зберігатися протягом 10 місяців (без додавання консервантів).
Фабричне виробництво сиропу має два основних етапи — виробництво концентрату соку (в період урожаю фруктів) та виготовлення самого продукту (цілорічно). 

Виробництво концентрату, в свою чергу, включає три етапи:
1) Фрукти промивають, подрібнюють та поміщають в котел, де варять близько півтори години. Виходить щось на зразок густого фруктового пюре.
2) Отримане «пюре» перекачують в резервуар та поміщають під прес, що відокремлює м'якоть від соку, після чого сік додатково фільтрують.
3) Сік згущують випаровуванням зайвої вологи. За годину з 15 000 літрів соку виробляють 2000 кілограмів концентрату. Потім концентрат охолоджують до температури 15°C і поміщають в резервуари, де він зберігається при температурі 5–8°C.
Подальше виробництво сиропу з концентрату здійснюють під управлінням комп'ютера, який розраховує точну кількість складових, зокрема, пектину, необхідного для желефікації сиропу. Концентрат доводять до кипіння; при цьому випаровується зайва волога та досягається необхідна консистенція. Потім сироп охолоджують до 65°C і розливають по банках. Банки з сиропом поміщають в спеціальний охолоджувальний тунель і транспортують вентильованими конвеєрними стрічками зі швидкістю всього 10 метрів за 3 години. Поступове охолодження сприяє кращій желефікації. При фабричному виробництві сиропу з додаванням цукру потрібно 4 кілограми фруктів для отримання 1 кілограма продукту; без додавання цукру кількість фруктів збільшується до 7 кілограмів фруктів на 1 кілограм сиропу.

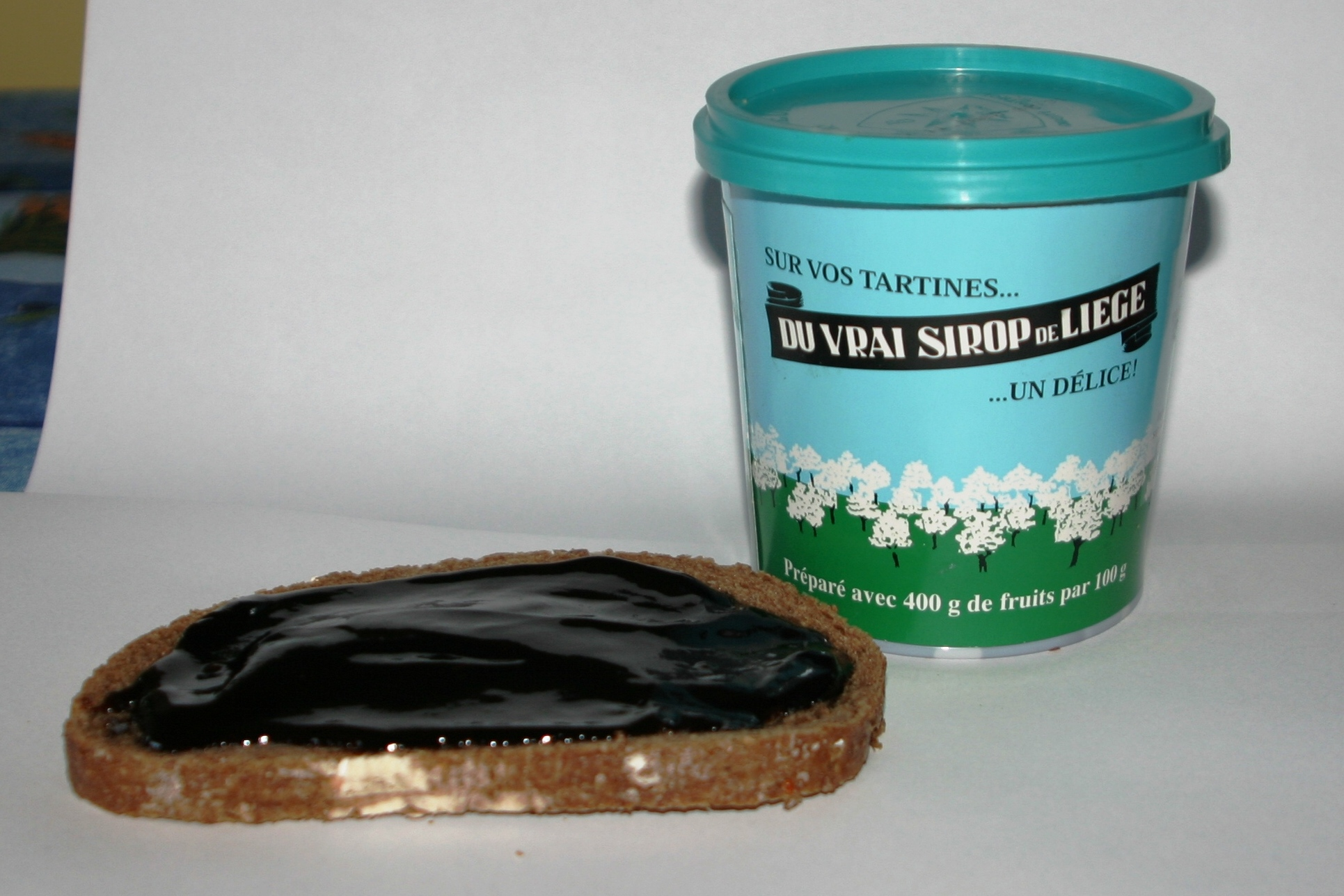
Льєзький сироп на скибочці хліба.

## Застосування
Льєзький сироп традиційно вживають з хлібом або млинцями. Його також подають до сирної тарілки. Крім того, сироп використовують як напівфабрикат при готуванні різних соусів, салатів та десертів.